# Осек (Плоцький повіт)
Осек (пол. Osiek) — село в Польщі, у гміні Бульково Плоцького повіту Мазовецького воєводства.
Населення — 253 особи (2011).
У 1975-1998 роках село належало до Плоцького воєводства.

## Демографія
Демографічна структура станом на 31 березня 2011 року:
|          | Загалом | Допрацездатний вік | Працездатний вік | Постпрацездатний вік |
| -------- | ------- | ------------------ | ---------------- | -------------------- |
| Чоловіки | 123     | 35                 | 78               | 10                   |
| Жінки    | 130     | 36                 | 66               | 28                   |
| Разом    | 253     | 71                 | 144              | 38                   |